# Zungeru
Zungeru és una ciutat de l'Estat del Níger a Nigèria. Fou la capital del protectorat britànic de Nigèria del Nord de 1902 a 1916. És el lloc de la Niger State Polytechnic i està situada a la vora del riu Kaduna.

## Història colonial

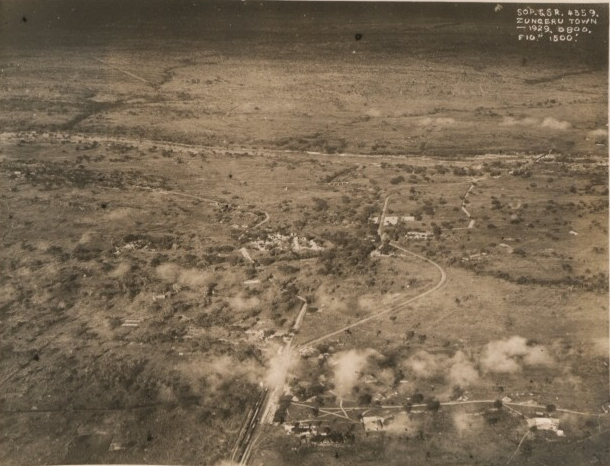
Vista aèria de Zungeru, 1929

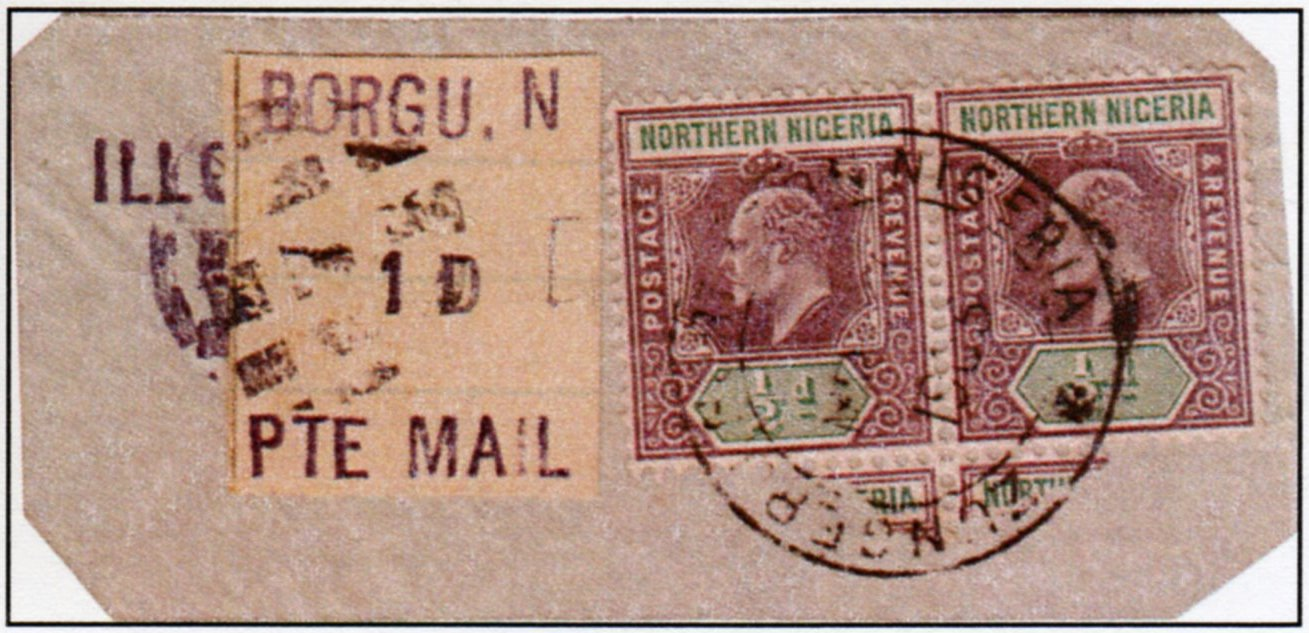
Segells colonials britànics pel Protectorat de Nigèria del Nord utilitzats a Borgu i Zungeru, 1905

Segons la història oral local, "Zungeru" és una forma corrompuda de la paraula "Dunguru". La tradició esmenta que els colonialistes britànics van portar un home d'ètnia gwari que tocava un dunguru (un instrument musical utilitzat pels nupes i els gwaris) a l'àrea del que és ara Zungeru. Li van preguntar que era allò amb què tocava i va contestar "Dunguru", i la forma corrompuda "Zungeru" va esdevenir el nom del poblament.
Les forces britàniques van ocupar Zungeru el setembre de 1902; llavors estava poblat pels gwaris. L'administrador colonial Frederick Lugard va escollir la ciutat com capital de Nigèria del Nord sobre Jebba i Lokoja a causa de la seva ubicació central. Els britànics van netejar la selva a l'àrea i van establir un mercat, una caserna militar i un hospital, entre altres coses.
El 1916, dos anys després de la unió de Nigèria del Nord i Nigèria del Sud el 1914 en una nova entitat colonial, Lugard va moure la capital del nord a Kaduna. El mateix any, el cap (rei) de Wushishi va rebre la posició de governant de Zungeru, i va traspassar el càrrec al seu fill, Abubakar. Després que la capital va ser traslladada a Kaduna, Zungeru va ser administrada des de Minna com a part de la província del Níger.

## Història post colonial
Zungeru va declinar en importància des que va perdre la funció administrativa regional en favor de Kaduna.
Llocs en la moderna Zungeru inclouen el Nnamdi Azikiwe Centre, un tribut ara abandonat al primer President de Nigèria Nnamdi Azikiwe construït pel règim militar d'Ibrahim Babangida; el mercat construït per Lugard, el qual és encara en ús; i la Níger State Polytechnic. La feina actual és l'embassament hidroelèctric (2015). L'embassament fou construït per un consorci dirigit per Sinohydro i hauria de produir 700MW d'electricitat a plena activitat.

## Demografia
El 1926, la ciutat i els districtes que es van administrar des d'ella (Wushishi, Alewa, Guma [població 3440], Koriga [població 801], Kuskaka [població 2108], Makangard [9166], i Tegina [població 4611]) comprenia al voltant de 35.100 residents. Wushishi va ser poblada per nupes, hausses i gwaris; Alewa per gwaris, bauchis, hausses i kamakus; Guma per bongus, hausses, bases i bauchis; Koriga per hausses, kamakus, i gwaris; Kuskaka per ures, ngwois, hausses i kamakus; Makangard per makangares; i Tegina per bauchis, gwaris, hausses, kamukus, ngwois i bases.
El 2007, els hausses, edos, igbos, iorubes, i fulani són els grups ètnics dominants a Zungeru. Cristianisme i Islam són les religions principals.

## Geografia i clima
Zungeru està envoltada per muntanyes, però es troba més baixa que les muntanyes circumdants. A més del riu Kaduna, els rius menors Nnamaye i Tosheta flueixen a prop la ciutat.
L'àrea que envolta el Zungeru és un barrejat d'arbres i sabana; les espècies de plantes que creixen a l'àrea inclou Afzelia africana, especies Isoberlinia, i Burkea africana. La ciutat i la comarca circumdant és una de les parts més caloroses i més humides de Nigèria.

## Transport
Zungeru està servida per una estació del sistema de ferrocarril nacional.

## Persones notables de Zungeru
Individus notables de Zungeru són:
- Nnamdi Azikiwe, primer President de Nigèria
- Chukwuemeka Odumegwu Ojukwu, dirigent secessionista de l'estat de Biafra
- David Mark, President del Senat de Nigèria